# Cryptoplatycerus
Cryptoplatycerus is een geslacht van vliesvleugeligen uit de familie Encyrtidae. De wetenschappelijke naam van dit geslacht is voor het eerst geldig gepubliceerd in 1982 door Trjapitzin.

## Soorten
Het geslacht Cryptoplatycerus is monotypisch en omvat slechts de volgende soort:
- Cryptoplatycerus moczari Trjapitzin, 1982